# Запорізький район
Запорізький район — район Запорізької області в Україні, утворений 2020 року. Адміністративний центр — місто Запоріжжя.

## Історія
Район утворено відповідно до постанови Верховної Ради України № 807-IX від 17 липня 2020 року. До його складу увійшли: Запорізька, Вільнянська Новомиколаївська міські, Кушугумська, Тернуватська, Комишуваська селищні, Матвіївська, Михайлівська, Михайло-Лукашівська, Павлівська, Петро-Михайлівська, Біленьківська, Долинська, Новоолександрівська, Степненська, Широківська, Таврійська сільські територіальні громади.

## Передісторія земель району
Раніше територія району входила до складу Запорізького (1965—2020), Вільнянського, Новомиколаївського, Оріхівського районів, ліквідованих тією ж постановою.